# Delio Rodríguez
Delio Rodríguez Barros (Ponteareas, 19 de abril de 1916 - Vigo, 14 de janeiro de 1994), foi um ciclista espanhol, profissional entre 1936 e 1950, cujos maiores sucessos desportivos conseguiu-os na Volta a Espanha onde, além de obter o triunfo absoluto na edição de 1945, é o ciclista com maior número de vitórias de etapa da história da ronda espanhola ao contar com um total de 38 triunfos em suas diferentes participações o que lhe permitiu liderar a prova durante 32 dias.
Os seus irmãos menores Emilio, Manuel e Pastor, também foram ciclistas profissionais.

## Triunfo naVuelta a España de 1945
A 1ª etapa de Madrid a Salamanca (212 Km) pareceu um "remake" da Vuelta a España de 1942 dada a superioridade de Julián Berrendero. Após um ataque de Vicente Trueba no Alto dos Leões replicou Berrendero junto a José Gándara Villegas e João Rebelo. Na descida o português foi-se só levando o seu avanço a 3 minutos a 20 Km da meta mas o vento lateral atrasou-o sendo ultrapassado por Berrendero, Dalmacio Langarica, Juan Gimeno, Bernardo Capó e Miguel Gual, e em Salamanca Berrendero ganhou ao sprint conseguindo, graças às bonificações, mais de 6 minutos sobre Delio.
Na etapa seguinte, Salamanca-Cáceres, debaixo de uma fina chuva e uma estrada descarnada, pouco depois da saída destacaram-se Rebelo, Olmos, Bailon, Antonio Montes e Delio. Pouco depois se descolaram Montes e Rebelo pelos montes e Olmos por rompimento de corrente. Delio e Bailon destacaram-se e passaram o alto de Béjar com 2' 43" sobre o pelotão. Ao final da descida dobraram a sua vantagem surpreendidos da apatia do pelotão e a partir daí o duo Delio-Bailon viram crescer a sua vantagem até chegar aos 35" em Plasencia. A 30 Km da chegada Bailon desfaleceu e Delio continuou só ganhando a etapa com 15" sobre Bailon e 30" sobre os outros favoritos. Assim Delio ganhou a Volta desde a 2ª etapa e Berrendero se focalizou em bater a Rebelo no prêmio da montanha, coisa que conseguiu simultaneamente que se colocou no geral final 2º a 15" de Delio.

## Palmarés
| 1940 - 2 etapas na Volta a Catalunha - 1 etapa na Volta a Cantábria - Trófeu Masferrer - 1 etapa del Circuito do Norte - GP Biscaia 1941 - 12 etapas na Volta a Espanha - 4 etapas na Volta a Catalunha - Subida a Naranco - 2 etapas na Volta a Navarra - 4 etapas del Circuito do Norte - GP de Biscaia 1942 - 8 etapas na Volta a Espanha - 1 etapa na Volta a Catalunha 1943 - 3 etapas na Volta a Catalunha - Subida a Naranco - 1 etapa na Vuelta a Levante - 1 etapa del GP Ajuntamento de Bilbau | 1944 - 2 etapas na Volta a Catalunha - 5 etapas na Vuelta a Levante - 2 etapas na Volta a Cantábria - GP Vizcaya - 3º en el Campeonato da España de ciclismo em Estrada 1945 - Volta a Espanha , Classificação por pontos e 6 etapas - Volta a Galícia e 2 etapas - 3º en el Campeonato da España em Estrada - 1 etapa del Circuito do Norte 1946 - 4 etapas na Volta a Espanha - 4 etapas na Volta a Castela e Leão 1947 - 8 etapas na Volta a Espanha - 2 etapas na Volta a Galícia - 2 etapas na Volta a Astúrias - 1 etapa na Volta a Castela e Leão - 1 etapa na Volta a Burgos 1948 - 3 etapas na Vuelta a Levante - 2 etapas na Volta a Portugal |

## Resultados em Grandes Voltas e Campeonato do Mundo
| Corrida            | 1935 | 1936 | 1937 | 1938 | 1939 | 1940 | 1941 | 1942 | 1943 | 1944 | 1945 | 1946 | 1947 | 1948 | 1949 |
| ------------------ | ---- | ---- | ---- | ---- | ---- | ---- | ---- | ---- | ---- | ---- | ---- | ---- | ---- | ---- | ---- |
| Giro de Itália     | -    | -    | -    | -    | -    | -    | X    | X    | X    | X    | X    | -    | -    | -    | -    |
| Tour de França     | -    | -    | -    | -    | -    | X    | X    | X    | X    | X    | X    | X    | -    | -    | -    |
| Volta a Espanha    | -    | 24º  | X    | X    | X    | X    | 4º   | 7º   | X    | X    | 1º   | 5º   | 3º   | -    | -    |
| Mundial em estrada | -    | -    | -    | -    | X    | X    | X    | X    | X    | X    | X    | -    | -    | -    | -    |